# Бурштин, Михаил Григорьевич
Михаил Григорьевич Бурштин (род. 19 мая 1943, Фрунзе) — композитор и пианист, лауреат конкурса молодых музыкантов-исполнителей республик Средней Азии и Казахстана (1964). Заслуженный деятель культуры республики Кыргызстан (1990).

## Биография
Родился 19 мая 1943 года во Фрунзе, в семье музыкантов. Отец — Григорий Михайлович Бурштин и мать — Слава Марковна Окунь, заслуженная артистка республики — после окончания Московской консерватории в 1940 г. приехали в республику и активно содействовали развитию музыкального искусства. В 1957 году М. Бурштин оканчивает музыкальную школу им. П. Шубина и поступает на фортепианное отделение Киргизского государственного музыкально-хореографического училища им. М. Куренкеева. В 1961 году с отличием заканчивает училище и поступает на фортепианный факультет Ташкентской государственной консерватории по классу А. М. Литвинова, в 1962 году совмещает занятия на этом факультете с занятиями на композиторском по классу А. А. Малахова, а затем профессора Г. А. Мушеля. В 1964 году как пианист он участвует во II Межреспубликанском конкурсе молодых музыкантов-исполнителей республик Средней Азии и Казахстана и завоевывает диплом III степени.
Занятия в консерватории М. Бурштин совмещает с работой концертмейстера и артиста оркестра, а после окончания с отличием фортепианного факультета в 1966 году его оставляют на кафедре специального фортепиано в качестве преподавателя. В 1968 году, окончив композиторский факультет, Бурштин возвращается во Фрунзе и работает в Киргизском государственном институте искусств им. Б. Бейшеналиевой преподавателем, затем старшим преподавателем, и. о.доцента, доцентом, и. о.профессора.
В 1974—1975 года прошёл стажировку на факультете повышения квалификации Московской консерватории им. П.Чайковского (рук. Я. И. Мильштейн).
В 1981 году завершил фортепианное образование в асситентуре-стажировке Уральской консерватории им. М.Мусоргского (рук. И. З. Зетель)

## Творчество
М. Бурштин являлся одним из ведущих пианистов-исполнителей республики, первым исполнителем многих фортепианных и камерно-инструментальных произведений киргизских авторов.
Член Союза композиторов Киргизии с 1969 года, Израиля (с 1993 года). Заслуженный деятель культуры республики Кыргызстан (1990).
Творчество М. Бурштина обширно и многообразно. Интересы композитора выходят за рамки привычного круга образных и жанровых представлений, сложившихся в киргизском профессиональном музыкальном искусстве. Композитор смело экспериментирует с жанровыми моделями искусства прошлого и настоящего, пользуясь при этом кардинально новыми средствами музыки XX столетия в области формы, лада, гармонии, полифонии, метро-ритма, инструментовки. И если в ранних сочинениях эти эксперименты ещё не характеризовали стиля автора, за ними не всегда можно было увидеть авторское «лицо», то в сочинениях последних лет Бурштин добивается (не отказываясь от эксперимента) органичности и художественной убедительности. Ориентируясь на них, можно говорить о постепенно выкристаллизовывающемся стиле автора. При всем многообразии творческих устремлений следует подчеркнуть одно из главных качеств музыки Бурштина — во многих сочинениях композиторов творчески преломляет традиции киргизской народной музыки.

## Сочинения
Для симфонического оркестра
- Скерцо (1965)
- Первая симфония (1967)
- Симфоническая поэма (1968)
- Вторая симфония (1970)
- Ода (к 50-летию образования СССР, 1972)
- Рапсодия-баллада «Памяти Виктора Хары» (1976)
- Иссык-Кульский этюд (1977)
- Дунганская сюита (1980)
- Партита (1980)

Для малого симфонического оркестра
- «Еврейские танцы»(1993)

Для фортепиано с оркестром
- Музыка (1965)
- Первый концерт (1966)
- Вариации в форме рондо (1967)
- Концертино (1968)
- Второй концерт (1969)
- Третий концерт (1971)
- Поэма-рапсодия (к 50-лстию образования Киргизской ССР, 1973)
- Концертино № 2 (1978)
- сюита «Афоризмы» (1978)
- Фантазия (1979)
- Концерт для двух фортепиано с оркестром (1980)
- Концерт для ф-но в 4 руки с оркестром(1998)
- Ария для струнного оркестра (1968)
- Дивертисмент для эстрадного оркестра (1968)
- Марш для духового оркестра (1978)
- «Кош кайрык» для оркестра киргизских народных инструментов (1981)

Камерные ансамбли
- Вариации для струнного трио (1963)
- «Фугообразнос» для квартета медных духовых (1964)
- Камерная фантазия для скрипки с фортепиано (1966)
- «Триптих» для квартета деревянных духовых (1967)
- Дуэт для виолончели с фортепиано (1971)
- Дуэт для гобоя с фортепиано (1975)
- Вариации на тему А. Малдыбаева для виолончели с фортепиано (1977)
- Сюита «Афоризмы» для фортепиано, скрипки и виолончели (1981)

Сонаты
- для ксилофона с фортепиано (1964)
- для виолончели с фортепиано (1964)
- для альта с фортепиано (1975)
- для кларнета с фортепиано (1975)
- для виолончели с фортепиано (1976)
- для гобоя с фортепиано(1983)
- для скрипки с фортепиано (1989)
- для ансамбля скрипачей «Дифирамб»(1970)
- Триптих ВАСН(198)
- Сонатины для виолончели с фортепиано (1971)
- для тубы с фортепиано(1989)
- Элегия, Интрада для ансамбля виолончелистов (1977)
- для ансамблей флейтистов Триптих(1991)
- «Маленькая сюита»(2008)
- Пьесы

Для стр.квартета
- «Героическая элегия»(1984)
- «Ат Чабыш»(1989)
- «Три хасидские мелодии»(1993)

Пьесы для различных инструментов соло и с фортепиано
- для фортепиано соло 5 сонат(1965, 1974, 1974, 1975, 1990)
- Пьесы, циклы, сюиты, вариации
- 7 концертных транскрипций сочинений К. Орозова, Ы. Туманова,А.Огонбаева
- около 20 каденций к концертам И. А. Бенды, В. А. Моцарта, Л. Бетховена

Для двух фортепиано
- Соната (1964)
- Концерт (1980)
- Пьесы

Для фортепиано в 4 руки
- Соната(1986)
- «Чаплиниана»(1990)
- «Еврейские танцы»(1990)
- «Еврейские мелодии»(1990)
- Пьесы, циклы, сюиты

Транскрипции сочинений других композиторов
- романсы на стихи Ю. Тувима, Д. Гофштейна, С. Мануйлова, Ю. Александрова
- вокальные циклы на слова Э. Межелайтиса(1966); Ф. Г. Лорки(1987)
- свыше 60 обработок киргизских песен
- 13 обработок дунганских песен П. Шамрова
- обработки русских, украинских, еврейских татарских песен
- музыка к спектаклям «Клоп» В Маяковского, «Хитроумная влюбленная» Лопе де Вега,
- Завершение и редакция неоконченной Сонаты для ф-но в 4 руки В. А. Моцарта соль мажор, К. 357(497а).